# Marked Men (film fra 1919)
Marked Men er en amerikansk stumfilm fra 1919 af John Ford.

## Medvirkende
- Harry Carey som Cheyenne Harry
- Winifred Westover som Ruby Merrill
- J. Farrell MacDonald som Tom Placer McGraw
- Joe Harris som Tom Gibbons
- Ted Brooks som Tony Garcia